# Квихельм
Квихельм (англ. Cwichelm, умер в 636) — король Уэссекса (626—636), вероятно, сын и соправитель Кинегильса, неоднократно упоминаемый в «Англосаксонской хронике» вместе с ним.

## Биография
Квихельм участвовал в разгроме бриттов при Бендуне в 614 году и в сражении против Пенды при Чиренчестере в 628 году. Беда Достопочтенный также рассказывает о неудачной попытке Квихельма около 626 года устранить Эдвина, короля Дейры, подослав к нему наёмного убийцу. В ответ Эдвин организовал карательную экспедицию и, вероятно, на некоторое время подчинил себе западных саксов. В 636 году Квихельм принял крещение от епископа Бирина, но в том же году скончался.